# Кулиев, Кайсын Шуваевич
Кайсы́н Шува́евич Кули́ев (карач.-балк. Къулийланы Шуўаны жашы Къайсын; 19 октября [1 ноября] 1917 года, Верхний Чегем, Терская область, Российская империя — 4 июня 1985, Чегем, КБАССР, РСФСР, СССР) — советский балкарский поэт и прозаик, журналист, военный корреспондент. Народный поэт КБАССР (1967). Лауреат Ленинской премии (1990 — посмертно), Государственной премии СССР (1974) и Государственной премии РСФСР имени Горького (1967). Член ВКП(б) с 1944 года. Депутат Верховного Совета СССР 5, 9, 10 и 11 созывов.

## Биография

### Ранние годы (1917—1935)
Кайсын Кулиев родился 19 октября (1 ноября) 1917 года и вырос в высокогорном старинном балкарском ауле Верхний Чегем (Эл-Тюбю), Терской области (ныне Кабардино-Балкария). Отец — Шува Хаджибиевич Кулиев (1879—1919), скотовод и охотник, умер от тифа, когда Кайсын ещё был ребёнком. Мать — Узеирхан Кулиева (Бечелова) (1898—1963), домохозяйка. В семье было 9 детей: четыре сына и две дочери от первого брака отца и двое сыновей и дочь от второго.
В 1926 году Кайсын поступил в школу в Нижнем Чегеме. После окончания школы учился в педагогическом техникуме (ныне КБГУ) в Нальчике, заполняя толстые тетради своими стихами. Первые стихотворные опыты Кулиева относятся к годам ученичества, первые публикации — к 1933 году.

### Становление поэтом (1935—1941)
С 1935 года по 1939 год Кайсын Кулиев учился в ГИТИСе имени А. В. Луначарского и Литературном институте имени А. М. Горького в Москве. Отдавая должное ГИТИСу, которому он обязан прекрасным образованием, истинным своим призванием Кайсын Кулиев всё же считает литературу. Окончив учёбу в Москве, преподаёт литературу в Кабардино-Балкарском государственном педагогический институте (КБГПИ, ныне КБГУ).
В 1938 году Кайсын Кулиев был принят в СП СССР. В 1940 году в Нальчике выходит первая книга лирики на балкарском языке «Салам, эрттенлик!» («Привет, утро!»). В 1939 году на конференции Союза писателей Кабардино-Балкарии сделал научный доклад о проблемах развития балкарской литературы.

### Великая Отечественная война (1941—1945)
В июне 1940 года поэт уходит в армию. Великая Отечественная война застает его в Прибалтике. С середины 1942 года стихи Кайсына Кулиева публикуются в центральных печатных изданиях в русских переводах, звучат по Всесоюзному радио.
Осенью 1941 года в жестоких боях под Орлом К. Кулиев был тяжело ранен и попал в госпиталь в Чебоксары. Лечился поэт здесь до ноября 1942 года.
В ноябре 1942 года после ранения Кулиев по приглашению А. А. Фадеева приезжает в Москву, где был организован творческий вечер, на котором присутствовали Б. Л. Пастернак, К. М. Симонов, Н. Н. Асеев, В. К. Звягинцева, Д. Б. Кедрин и другие.
В 1943 году сборник стихов Кайсына Кулиева был выдвинут на соискание Сталинской премии, но в связи с депортацией балкарцев в 1944 году эту премию ему не дали.
С боями Кайсын Кулиев прошел фронтовыми дорогами, был ранен. Был десантником, военным корреспондентом газеты «Сын отечества», где печатались его боевые корреспонденции и стихи, принесшие ему широкое признание. Принимал участие в боях за освобождение Москвы, Орла, Ростова, Украины, Крыма, Прибалтики.

### Депортация (1944—1956)
В мае 1944 года Кайсын Кулиев узнаёт о депортации балкарского народа в Среднюю Азию. В апреле 1944 года, выписавшись из госпиталя после ранения и побывав в родном Чегемском ущелье, он решает отправиться в место ссылки балкарцев. Более десяти лет прожил в Киргизской ССР, участвуя в литературной жизни республики, но без права издавать собственные произведения. В совершенстве выучил кыргызский язык и перевёл на русский произведение Туголбая Сыдыкбекова «Люди наших дней» и стихи Алыкула Осмонова.

### Расцвет популярности (1956—1970-е годы)
В 1956 году Кайсын Кулиев вернулся в Кабардино-Балкарию. Окончил высшие литературные курсы в Москве. На русском и балкарском языках появляются сборники стихов: «Горы» (1957), «Хлеб и роза» (1957), «Я пришёл с гор» (1959) и другие.
В разное время Кайсын Кулиев занимал следующие должности: был членом Правления СП СССР, первым секретарем Правления СП КБАССР, РСФСР, председателем Кабардино-Балкарского комитета защиты мира. Депутат Совета Национальностей ВС СССР 5-го (1958—1962) и 9—11-го созывов (1974—1985) от Кабардино-Балкарской АССР.

### Последние годы (1974—1985)
Последние годы жизни, вплоть до кончины 4 июня 1985 года Кайсын Кулиев провёл в своем доме в городе Чегеме. В 1987 году здесь открылся Мемориальный Дом-музей Кайсына Кулиева, где хранятся его личные вещи, книги, документы, фотографии. В саду возле дома, где поэт, согласно завещанию, похоронен, на его могиле установлен памятник работы скульптора М. Тхакумашева.

## Творчество
1960-е и 1970-е годы — наиболее плодотворные у Кулиева, пора наивысшего расцвета творчества. В этот период выходят его сборники стихов, каждый из которых становится явлением в литературе: «Огонь на горе» (1962), «Раненый камень» (1964), «Книга земли» (1972), «Звездам — гореть» (1973), «Вечер» (1974), «Колосья и звезды» (1979) и другие.
В 1970 году осуществлено двухтомное издание собрания сочинений Кайсына Кулиева, в 1976—1977 годах собрание сочинений в трех томах (в 1987 году вышло посмертное собрание сочинений в 3 томах). В 1975 году издана книга публицистики «Так растёт и дерево».
Начало 1980-х годов — всего пять лет, отпущенных Кайсыну Кулиеву жизнью, несмотря на тяжелую болезнь, было для него плодотворным. В 1985 году вышел сборник стихов «Говорю людям» — последнее прижизненное издание поэта. Он успел подготовить к выходу в свет сборники стихов «Человек. Птица. Дерево.» (1985), «Жить!» (1986), повесть «Скачи, мой ослик!» (1986), роман «Была зима» (1987). Но все эти книги были изданы уже после смерти поэта. Они подтвердили непреходящую художественную значимость творчества Кайсына Кулиева.
Близкими для себя по духу и творчеству поэтами Кайсын Кулиев считал Пушкина, Лермонтова, Тютчева, Низами, Физули, Пастернака, Твардовского, Байрона, Верхарна, Лорку. «Мировая поэзия дала мне ту культуру, без которой и вне которой поэтом стать нельзя», — говорил он.
Произведения Кулиева переведены на 140 языков мира. Книги Кайсына Кулиева издавались во многих странах Европы, Азии и Америки.

## Из воспоминаний о Кайсыне Кулиеве
Из воспоминаний Чингиза Айтматова:
…Кайсын упивался стихами, завораживая и меня. Память его поистине была феноменальной. В его сердце жили Пушкин, Лермонтов, Тютчев, Блок, Есенин, Низами, Физули, Пастернак, Твардовский, Верхарн… Он знал поэтов, как своих родных братьев. Любил и гордился ими. А сколько великих композиторов, художников, философов озаряли его жизнь! Но общение с ними было заповедным. Он готовился к нему. Должен явиться особый час, когда встреча могла бы состояться. И встреча случалась…

…В поэзии самого Кайсына отчетливо слышны голоса многих разных, своих и иноязычных, поэтов, что не мешает ему оставаться самим собой; Кайсын Кулиев никогда не стремился к тому, чтобы, как принято говорить в обиходе, приобщиться к культурному наследию. Он иронизировал над благоприобретённой эрудицией ради эрудиции, считал это формой духовного потребительства, иждивенчества. Не овладеть, но — стать сотворцом прекрасного! Нерукотворного! То есть выстрадать его, пережить в своём сердце. И он был необычайно счастлив, когда имел святой повод признаться в любви к искусству.

Кайсын Кулиев впитал в себя культуру Востока, традиции русской и мировой классики. Борис Пастернак говорил Кайсыну Кулиеву:
Над Вашей головой сошлись стрелки Запада и Востока.

В 1948 году Б. Пастернак также писал:
Дорогой Кайсын …Вы из тех немногих, которых природа создает, чтобы они были счастливы в любом положении, даже в горе.

…Прирождённый талант есть детская модель вселенной, заложенная с малых лет в ваше сердце, школьное пособие для постижения мира изнутри с его лучшей и ошеломляющей стороны.
Дарование учит чести и бесстрашию, потому что оно открывает, как сказочно много вносит честь в общедраматический замысел существования. Одарённый человек знает, как много выигрывает…

В другом из писем (10 августа 1953 года), Б. Пастернак писал К. Кулиеву: 
Я давно сказал Вам, что очень люблю Вас и верю в Вас. Эта вера не прошла у меня. Я всем о Вас рассказываю. После Есенина я только в одном Павле Васильеве находил такие черты цельности, предназначения и отмеченности, как в Вас.

Вот что я думаю о национальных литературах. Для того чтобы явление в какой-нибудь из них возбуждало внимание и вызывало переводы, оно должно обладать новизною и важностью Омар Хайяма или Р. Тагора, в которых мировая поэзия нуждалась и без которых была бы не так полна…

## Семья
- Залиханова Тамара Аслантоковна (1919—1995) — жена (с 1937 по 1947)[15][16]
  - Кулиева, Жанна Кайсыновна (1939-2022[17]) —дочь, кандидат филологических наук. Жила и работала в Нальчике.
- Тамара Штейнман — гражданский брак (с 1947 по 1948)[18]
- Дахкильгова, Макка Магомед-Султановна (1928—2000) — жена (с 1951 по 1982)[1][19][20]
  - Кулиев, Алим Кайсынович — сын, советский и американский актёр театра и кино, режиссёр. Живёт и работает в США.
  - Кулиев, Азамат Кайсынович — сын, художник. Живёт и работает в Стамбуле, Турция.
  - Кулиев Эльдар Кайсынович (1951—2017) — сын, кинорежиссёр, сценарист.
    - Кулиева, Елизавета Эльдаровна — внучка, поэтесса, писательница.
    - Кулиев, Ильяс Эльдарович — внук.
- Кулиева, Элизат Эльбаевна (Кульбаева) (р. 1940)[21] — жена[22][23], выпускница Театрального училища им. М. С. Щепкина, академик Международной академии творчества, Почётный гражданин Черекского района КБР, Почётный гражданин города Чегем КБР, Заслуженная артистка КБР, награждена Почетной грамотой республики Башкортостан. Живёт в г. Нальчике, КБР.
  - Кулиев, Ахмат Кайсынович — сын[18][24][25], кандидат экономических наук,  заместитель министра промышленности, энергетики и торговли Кабардино-Балкарской республики.  Живёт и работает в г. Нальчике, КБР.
    - Кулиев, Даниял Ахматович — внук, служит в Управлении СК России по КБР. Живёт в г. Нальчике, КБР.
    - Кулиев, Ансар Ахматович — внук.

## Память
Памятные доски:
- В Ростове-на-Дону на здании Северо-Кавказского научного центра высшей школы ЮФУ.
- В Тейкове на здании средней школы № 4. В 1941 году, получив ранение в Прибалтике, Кайсын Кулиев был направлен в Тейково, где находился на лечении в третьем отделении эвакуационного госпиталя № 3086, располагавшемся в здании школы. Позднее проходил военную переподготовку в дислоцированном в Тейкове 5-м воздушно-десантном корпусе.
- В Чебоксарах на доме 22 по улице Ленинградской, где в годы Великой Отечественной войны располагался эвакогоспиталь № 3058, в котором после тяжёлого ранения в 1942 году лечился К. Кулиев[26].

- Памятная доска Кайсыну Кулиеву и Алиму Кешокову в Ростове-на-Дону
- Памятная доска Кайсыну Кулиеву в Тейкове

Памятники:
- Памятник поэту на проспекте им. К. Кулиева в г. Нальчик, столице КБР.
- Памятник поэту во дворе мемориального дома-музея Кайсына Кулиева в г. Чегем, КБР.
- Памятник Кайсыну Кулиеву и Алиму Кешокову в г. Чегем, КБР .

Мемориальные комплексы:
- Мемориальный дом-музей Кайсына Кулиева, г. Чегем, КБР.
- Мемориальный комплекс «Сто шагов к Кайсыну», воздвигнут на родине поэта в селе Верхний Чегем.

- Памятник в Кабардино-Балкарии: Нальчик, проспект им. Кайсына Кулиева.
- Мемориальный комплекс на родине поэта в селе Верхний Чегем.
- Памятник во дворе мемориального дома-музея Кайсына Кулиева.

Именем Кайсына Кулиева названы:
- В России:
  - Балкарский драматический театр в Нальчике, КБР.
  - Проспект в Нальчике, КБР.
  - Улица в городе Чегем, КБР, где находится дом-музей поэта и благотворительный фонд при музее.
  - Школа в селе Нижний Чегем, КБР.
  - Пик в урочище Башиль, КБР.
  - Дворец культуры в городе Тырныауз, КБР.
  - Улица в городе Магас, Ингушетия.** Центр культурного развития в городе Карачаевске , КЧР . ** Улица в селении Нижний Чегем , КБР . ** Улица в селении Верхний Чегем , КБР .
- За рубежом :
  - Школа и музей в Индии.
  - Парк в городе Анкара, Турция.
  - Улица и библиотека в Бишкеке (Кыргызстан).

## Награды, звания и премии

### Награды
- Медаль «За оборону Сталинграда» (8 ноября 1942) — за участие в героической обороне Сталинграда
- Орден Отечественной войны II степени (1944) — за участие в боях за освобождение Крыма
- Медаль «За победу над Германией в Великой Отечественной войне 1941—1945 гг.» (1947)
- Два ордена Трудового Красного Знамени (4 июля 1957, 28 октября 1967) — к 50-летию со дня рождения и достижения в творчестве
- Орден Ленина (31 октября 1977) — за большие заслуги и в связи с 60-летием
- Юбилейная медаль «Тридцать лет Победы в Великой Отечественной войне 1941—1945 гг.» (1975)
- Нагрудный знак «За заслуги перед польской культурой» (1977)
- «Халхын голын ялалт» — Государственная награда Монголии (1979)
- Юбилейная медаль «60 лет Вооружённых Сил СССР» (1980)
- Орден Октябрьской Революции (16 ноября 1984 года) — за заслуги в развитии советской литературы и в связи с 50-летием образования Союза писателей СССР[27][28]
- Юбилейная медаль «Сорок лет Победы в Великой Отечественной войне 1941—1945 гг.» (1985)
- Орден Отечественной войны I степени (11 марта 1985)
- Медаль и Почетная грамота Международного фонда им. М. Ю. Лермонтова (1995, посмертно) — за поддержку отечественной культуры
- Орден «За заслуги» (2007 — посмертно) (Республика Ингушетия)
- Орден «За заслуги» (2008 — посмертно) (КБР)

### Звания
- Государственная премия РСФСР имени М. Горького (1966) — за книгу «Раненый камень»
- Народный поэт Кабардино-Балкарской АССР (1967) — за большие заслуги в развитии литературы Кабардино-Балкарии
- Знак «25 лет Победы в Великой Отечественной войне 1941- 1945гг» (1970)

### Премии
- Государственная премия СССР (1974) — за «Книгу земли»
- Почетная грамота Советского комитета защиты мира (1974)
- Заслуженный деятель культуры Армянской ССР (25 декабря 1975)
- Премия им. Бориса Полевого (1986) — за повесть «Скачи, мой ослик!»
- Ленинская премия (20 апреля 1990 — посмертно) — за выдающийся вклад в советскую многонациональную литературу, художественное своеобразие и развитие народных традиций в духовной жизни социалистического общества
- Премия «Честь и достоинство таланта» Международной общественной писательской организации «Литературный фонд» (1998, посмертно)

## Переводы на русский язык (избранные)
- Благодарю солнце. М., Молодая гвардия, 1969. — 160 с., 50 000 экз.
- Была зима. Роман. — М., Современник, 1987. — 448 с., 100 000 экз.
- Весенний свет. — М., Советский писатель, 1979
- Вечер. Книга стихов. Перевод с балкарского Н. Гребнева. М.: Советский писатель, 1974., 184 с., 20 000 экз.
- Времена года. Нальчик, 1974
- Высокие деревья. М.: Детская литература, 1975
- Говорю людям. М.: Современник, 1985
- Говорю самому себе. М., Правда, 1977
- Горская поэма о Ленине. М.: Детская литература, 1967
- Горская поэма о Ленине. Нальчик, 1970
- Горы. М.: Советский писатель, 1957. 328 с., 5 000 экз.
- Живу среди людей. Книга лирики. М.: Советский писатель, 1976. — 336 с., 20 000 экз.
- Жить! — М.: Советская Россия, 1986
- Завещанный мир. Стихи. М.: Правда, 1965 — 32 с. («Библиотека Огонёк»)
- Звездам — гореть! Избранная лирика. Перевод с балкарского Н. Гребнева, Я. А. Козловского, Н. Коржавина, О. Г. Чухонцева, Е. Елисеева, Д. Голубкова, Л. Шифферса, Д. Кедрина. Советская Россия, М., 1973. 544 с.
- Зелёная сказочка. — Нальчик, 1963
- Земля и песня. М.: Советская Россия, 1959
- Избранная лирика. Перевод Н. Гребнева, Я. Козловского. М.: Молодая гвардия, 1964 (Библиотека избранной лирики).
- Избранные произведения в двух томах. М., Художественная литература, 1970. — 25 000 экз.
- Кизиловый отсвет, авторизованный перевод с балкарского Н. Гребнева. М.: «Советский писатель». 1969, 176 с.
- Книга земли. М., Советский писатель, 1977. 392 с., 50 000 экз.
- Книга лирики. Перевод с балкарского Наума Гребнева. Современник, М., 1973, 25 000 экз.
- КОЛОСЬЯ И ЗВЕЗДЫ. М.: Современник. 1979. 384 с.
- Краса земная. М.: Советская Россия, 1980. 416 с., 75 000 экз.
- Лирика. Нальчик, 1987 (парал. балкарский и русский тексты).
- Лирика. Перевод с балкарского Наума Гребнева. Изд-во «Правда», М., 1974, 32 с., 100 000 экз.
- Мир дому твоему, авторизованный перевод с балкарского Н. Гребнева. М., Советский писатель. 1966. — 176 с.
- Мои соседи. Нальчик, 1957
- Огонь на горе. М., Советский писатель, 1962
- Пока поётся песня бытия. Нальчик, 1993
- Поэт всегда с людьми. М., Советский писатель, 1986.
- Раненный камень. Избранные стихи в переводе на турецкий язык Каншаубия Мизиева. Анкара, из-во Фонда им. Ахмеда Ясеви, 1997. Двуязычное издание с параллельными текстами на балкарском и турецком языках.
- Раненный камень. М., Советский писатель, 1968. — 320 с., 50 000 экз
- Раненый камень. М.: Советский писатель, 1964, 312 с., 10 000 экз. Перевод Н. Гребнева, Я. А. Козловского, М. А. Дудина, С. Липкина, Н. М. Коржавина.
- Сказка о добром муравье. М.: Детская литература, 1976
- Сказка солнца. М.: Детская литература, 1975
- См. «Я — россиянин. Расул Гамзатов. Давид Кугультинов. Кайсын Кулиев. Мустай Карим. Стихотворения.» 352 с. Издательство Инеш 2007. Уфа. ISBN 978-5-903622-03-0
- Собрание сочинений в трех томах. М.: Художественная литература, 1987 — 75 000 экз.
- Собрание сочинений в трех томах. М.:Художественная литература. Том 1 (Годы 1935—1961) — 1976. Предисловие — Ираклий Андроников. Том 2. Стихотворения, поэмы. (Годы 1961—1969). — 1977. Том 3. Стихотворения, поэмы. (Годы 1969—1975). — 1977. — 75 000 экз.
- Стихи. Нальчик, 1967
- Стихотворения. М., Гослитиздат, 1959
- Так растет и дерево. М., Современник, 1975
- Трава и камень. Избранные стихи в переводе Н. Гребнева, О. Чухонцева, С. Липкина, Н.Тихонова, В. Звягинцевой, Ю. Нейман, Я. Козловского. Пятигорск, Вестник Кавказа, 2007. Двуязычное издание с параллельными текстами по-русски и по-английски. --
- Трава и камень. Grass and Stone. Translated By Olga Shartse. Selected Poems. Moscow, Progress Publications, 1977. Параллельный текст по-английски и по-русски.
- Утренняя сказка. М., Детская литература, 1964
- Хлеб и роза. М., Молодая гвардия, 1957
- Человек. Птица. Дерево. М., Советский писатель, 1985. — 368 с., 20 000 экз.
- Я пришёл с гор. М., Детгиз, 1959
- Grass and Stone. Selected Poems. Translated by Olga Shartse. Vestnik Kavkaza, Pyatigorsk, Russia, 2007. Bilingual edition. Translation into Russian by Naum Grebnev, Oleg Chukhontsev, Vera Zvyagintseva.
- YARALI TAŞ. Şiirler. Ankara, Ahmet Yesevi Vakfı Yayınları, 1997, Türkçesi: Kanşaubiy Miziev.

## Экранизации
- «Раненые камни» (телесериал) — реж. Николай Засеев-Руденко (Киностудия имени А. Довженко, 1987)